# Vescomtat de Cerdanya
El vescomtat de Cerdanya fou una jurisdicció feudal del comtat de Cerdanya. El vescomtat el formaven diverses senyories com Jóc (al Conflent), Merencs (al Sabartès), Sant Martí dels Castells, Miralles i Queralt (al Baridà) Meranges i Girul (a la Cerdanya).
El primer vescomte documentat és Adadelm vers el 862; el 913 exercia com a vescomte Ramon I, i una dotzena d'anys després es documenta a Remesari, parent llunyà del comte Miró II. Bernat fou el primer comte que va deixar el títol a la seva mort produïda vers el 983. Tres fills el van seguir successivament. El primer, Sunifred, es va casar amb l'hereva del vescomtat de Conflent i va incorporar aquest domini. El tercer successor, Ramon II, es creu que era el germà gran de Bernat d'Urtx esmentat com a vescomte d'Urtx vers el 1081 i que hauria mort passat el 1109 i origen dels senyors d'Urtx que després foren barons de Mataplana i comtes de Pallars.
Ramon II no va deixar fills mascles i la filla Sibil·la es va casar amb el vescomte Pere de Castellbò (els Castellbò foren abans vescomtes d'Alt Urgell).

## Llista de vescomtes
- Adadelm (c. 860-870)
- Desconeguts (c. 870-912)
- Ramon I (912-925)
- Remesari (925-966)
- Bernat I[1] (966-983) (no confondre amb Bernat Guillem I de Cerdanya)
- Sunifred I (983-1032)
- Bernat II (1032-1067)
- Bernat Bernat d'Urtx (1067-1078)
- Ramon II (1078-1130)
- Sibil·la (1130-1141)
- Pere I d'Alt Urgell (Pere I de Castellbò) (1126-1141, consort)[2]